# Brookesia peyrierasi
Brookesia peyrierasi Brygoo & Domergue, 1974 è un piccolo sauro della famiglia Chamaeleonidae, endemico del Madagascar.

## Distribuzione e habitat
L'areale di questa specie è ristretto al Madagascar nord-orientale.
Vive nelle foreste umide di bassa quota.

## Conservazione
La IUCN Red List classifica B. peyrierasi come specie vulnerabile.
La specie è inserita nella Appendice II della Convention on International Trade of Endangered Species (CITES).
È presente in almeno due aree protette: il parco nazionale di Masoala e la riserva speciale di Nosy Mangabe.